# Miloš Škorpil
Miloš Škorpil (* 12. září 1954) je český ultramaratonec, propagátor a trenér běhu i zakladatel běžecké školy.

## Osobní rekordy
- 800 m 2:01
- 1 500 m 4:05
- 3 000 m 8:51
- 5 000 m 15:36
- 10 000 m 32:51
- maraton 2:33:18
- 100 km 8:12
- 24hodinový běh 230 km
- 48hodinový běh 314 km

## Dosažené úspěchy
Dosažené úspěchy:
- 3x oběhl Českou republiku (2000, 2006 a 2010)
- běžel z Prahy do Vídně za tři dny (2000)
- přeběhl Českou republiku napříč z Hodonína do Aše za 76 hodin (2002)
- doběhl na Sněžku z Prahy za 22 hodin a 40 min (2003)
- přeběhl z Pece pod Čerchovem do Pece pod Sněžkou – přes Sněžku za 4 dny (2007)
- běžel z Drážďan do Prahy (2008)
- je dvojnásobným mistrem České republiky v běhu na 24 hodin (1991, 1999)
- obsadil 4. místo na Mistrovství světa v běhu na 24 hodin – 1992 Basilej
- byl členem stříbrného družstva z ME v běhu na 24 hodin – 1993 Basilej
- absolvoval Spartathlon (246 km z Atén do Sparty) za 32 hod 48 min (limit je 36 hodin), doběhlo pouze 89 z 240 startujících závodníků (2002)

## Zápisy do České knihy rekordů
Zápisy do České knihy rekordů:
- ujel 100 km na veslařském trenažéru typ Concept 2 za 8:49:40 (7. 6. 2002)
- za 12 hodin ujel na veslařském trenažéru typ Concept 2 – 125,728 km (13. 6. 2003)
- ujel maraton na veslařském trenažéru typ Concept 2 za 3:12:47 (20. 9. 2003)
- absolvoval 3 x 75 km na trenažérech, tedy celkem 225 km za 22 hod 25 minut 44 sekund (běžecký pás – 9 hod 6 min 7 s; veslařský trenažér Concept 2 – 8 hod 20 min 33 s; rotoped – 4 hod 44 min 41 s. (18.–19. 11. 2004)
- vyběhl a seběhl za 12 hodin po schodech pelhřimovské věže sv. Bartoloměje 237x nahoru a dolů po 148 schodech. Celkem 35076 schodů a výškové převýšení 7 110 m. (6.–7. 6. 2006)

## Publikační činnost
- 7 + 1 krok (nejen) k manažerské kondici – Linde Praha (2002 a 2003)
- Běhání od joggingu po maraton – Grada Publishing Praha 2006, ISBN 80-247-1220-2 (spoluautoři Aleš Tvrzník a Libor Skoumal)
- Jak uběhnout maraton za 100 dní – Extra Média 2007 (spoluautor Miloš Čermák)
- Běháme po Praze a okolí – Grada 2007 (spoluautoři – Viktor Machek a Petr Syblik)

### Další publikační činnost
- Lidové noviny – Za čtyři měsíce maraton (seriál článků, který vycházel v Lidových novinách v letech 2003 – 2005 a pomohl nastartovat běžecký boom v České a Slovenské republice a byl prakticky impulsem pro vznik behej.com, u jehož zrodu stál a na jehož náplni se do konce roku 2008 podílel
- iDnes 2006 – pokračování seriálu článků za čtyři měsíce maraton, kde mimo jiné připravil současnou redaktorku Sportu Báru Žehanovou na půlmaraton a maraton
- pravidelně píše do časopisu RUN a občasně přispívá do dalších časopisů zabývajících se zdravým životním stylem (Blesk pro ženy, FIT styl, Hory doly, Travel Digest)

## Poradenská a lektorská činnost
- je trenérem atletiky 2. třídy, šéftrenér PIM běžeckého klubu, založil a vede Běžeckou školu
- výživový poradce – absolvent kurzu výživy Nutris (2005)
- Crew Class Indoor Rowing Instruktor (2010)
- absolvent vzdělávání pracovníků cestovního ruchu v oblasti wellness VŠ ATVS Palestra (2006–2007)
- absolvent rekvalifikačního kurzu pro Provozovatele tělovýchovných a sportovních zařízení VŠ ATVS Palestra (2006–2007)
- vede kurz výživy a moderních forem tréninku na ATVS Palestra
- v rámci propagace zdravého životního stylu spolupracuje mj. s firmou Heat Trade, která do České republiky dovezla H.E.A.T. Program (chůze a běh na speciálních mechanických pásech Maxerrrunner, které jsou poháněny pouhou lidskou energií) – cílem programu je fyzická příprava pro všechny druhy sportů

## Osobní život
Škorpil je podruhé ženatý, z prvního manželství má dva syny Víta a Petra.